# Clutier
Clutier – miasto w Stanach Zjednoczonych, w stanie Iowa, w hrabstwie Tama.

## Demografia
Zgodnie ze spisem statystycznym z 2000, miasto liczyło 229 mieszkańców. W 2023 liczba mieszkańców spadła do 208 osób, a gęstość zaludnienia poniżej 108 osób/km².